# محمد حمزة غنايم
محمد حمزة غنايم، (مواليد باقة الغربية في العام 1956- 2004) هو شاعر ومترجم وأديب فلسطيني.

## مسيرته الأكاديمية
أنهى الشاعر محمد غنايم دراسته الثانوية في قرية منشأه باقة الغربية، والتحق بجامعة تل أبيب للتخصص في الأدب العربي والعبري.

## مسيرته المهنية
عمل محمد غنايم في مجال الصحافة في العديد من الصحف والمجلات ، والتي من بينها صحيفة فصل المقال في الناصرة، جريدة الاتحاد في حيفا، مجلة «الشعب» بالقدس، وصحيفة الأيام الفلسطينية.
ونشر كتاباته في عدة مجلات صدرت في الثمانينيات والتسعينيات ، والتي من ضمنها: مجلة الجديد، مجلة المرصاد، الأنباء، البيادر الأدبي، ومجلة الأسوار، مجلة الكرمل.
شغل مناصب تحريرية في هيئات نشر كثيرة:
1)  محرر في السبعينيات في مجلتي الفجر والشعب.
2)  محرر في المجلة الأدبية الشرق 1977-1984 ومجلة الصحوة في عام 1978.
3)  محررًّا أدبيًّا في الأنباء الثقافية 1982-1984.
4) عضو في أسرة تحرير مجلة مشارف الثقافية التي أسسها الكاتب إميل حبيبي، حيفا.
5)  محررًّا أدبيًّا في مجلات أدبية عبرية مثل «عيتون 77» (جريدة 77) الصادرة في تل أبيب، ومجلة ثنائية اللغة «ميفغاش» (ملتقى).

## إنجازاته وأعماله
ترجم محمد حمزة الكثير من المقالات، الأشعار، القصص، والروايات من العبرية إلى العربية وبالعكس.
ترجم رواية «العاشق» لكاتب الإسرائيلي أ. ب. يهوشواع، «والزمن الأصفر» للكاتب دافيد غروسمان. ترجم رواية حكاية زهرة لحنان الشيخ إلى العبرية. كما أنه ترجم عدة دواوين شعرية للشاعر محمود درويش للعبرية، من بينها:
- لماذا تركت الحصان وحيدًا، 2000. دار النشر أندلس، تل أبيب.
- حالة حصار، 2003. دار النشر أندلس، تل أبيب.
- جدارية، 2006. دار النشر أندلس، تل أبيب.

## مؤلفات محمد حمزة غنايم الأدبية
- وثائق من كراسة الدم، 1975
- ألف لام ميم
- المائدة وأحوال السكين، 1984
- نون وما يسيطرون، قصائد مختارة 1975-1988، نشرت كديوان شعري في العام 1988
- ثلاثة أصوات (ثلاثة شعراء بثلاث لغات)، 1989
- الغرائبي، 1979
- وجهًا لوجه: سجلات مع مثقفين يهود، 2001
- طريق شارون، 2001